# Robinsonia klagesi
Robinsonia klagesi là một loài bướm đêm thuộc phân họ Arctiinae, họ Erebidae.